# Šepseskara Isi
Šepseskara Isi (grč. Sisiris) bio je faraon Egipta u doba 5. dinastije. 
On je najmanje poznat od svih vladara dinastije i neki su egiptolozi tvrdili da je njegova vladavina trajala samo nekoliko mjeseci, za što dokaz postoji u nedovršenoj kraljevskoj piramidi u Abusiru, čiji su temelji jedva dovršeni, da bi izgradnja potom bila obustavljena. Međutim, i Torinski popis kraljeva i Maneton sugeriraju da je Egiptom vladao sedam godina. 
Jedini artefakti njegove vladavine jesu nekoliko glinenih pečata iz Abusira te dva cilindrična pečeta. Miroslav Verner promovira hipotezu prema kojoj je Šepseskare naslijedio, umjesto prethodio Neferefri, što se temelji na arheološkom kontekstu glinenih pečata s kraljevim imenom unutar zagrobnog hrama Neferefre u Abusiru. On na Šepseskarea gleda kao na Sahurinog sina koji je preuzeo vlast od Neferefre nakon njegove smrti u 2. godini vladavini. Verner posebno navodi da je izgradnja Šepseskareove piramide "bila obustavljena [te] korespondira s radom od nekoliko tjedana, vjerojatno ne više od jednog ili dva mjeseca. U stvari, lokacija je bila samo poravnana, a iskopavanje jame u kojoj će se sagraditi podzemna grobna komora je tek započela. Nadalje, vlasnik piramide je očito htio kroz izbor lokacije (na pola puta između Sahurine piramide i Userkafovog Sunčevog hrama) objaviti svoju povezanost bilo sa Sahurom ili Userkafom. Teoretski, samo dva kralja 5. dinastije čije piramide još nisu otkrivene se mogu uzeti u obzir; Šepseskara ili Menkauhor. Međutim, prema brojnim suvremenim dokumentima, Menkauhor je vjerojatno dovršio [svoju] piramidu drugdje, u sjevernoj Sakari ili Dahšuru. Šepseskara, stoga, izgleda kao vjerojatniji vlasnik nedovršene platforme za piramidu u sjevernom Abusiru. Graditelj platforme, tj. Šepseskare morao je vladati kroz vrlo kratko vrijeme" (str. 399.).
Prema Vernerovom mišljenju, Šepseskarino preuzimanje vlasti je bilo pokušaj da se očuva obiteljska loza Sahure na prijestolju. Njega je konačno suzbio Njuserra Ini, Neferefrin mlađi brat. Verner naglašava ključnu ulogu kraljice Kentkaues II. u Njuserrinom konačnom uzdizanju na prijestolje, te to objašnjava njen veliki ugled u egipatskom folkloru i "dograđivanja i poboljšavanja njenog zagrobnog hrama" koje je izveo njezin sin Njuserre (str. 399. – 400.).
Nedovršena piramida smještena sjeverno od Sahurine piramide kod Abusira, smatra se Šepseskarinom piramidom. 

## Vanjske poveznice
- Egyptian Kings (engl.)